# Хангерфорд, Томас (рыцарь)
Сэр Томас Хангерфорд из Роудена (англ. Sir Thomas Hungerford of Rowden; умер 17 января 1469, Солсбери, Уилтшир, Королевство Англия) — английский аристократ, сын 3-го барона Хангерфорда. В войнах Алой и Белой розы сражался сначала за Ланкастеров, потом за Йорков. Был казнён за участие в заговоре против короля Эдуарда IV.

## Биография
Томас Хангерфорд был старшим сыном Роберта, 3-го барона Хангерфорда, и его жены Элеаноры Молейнс, братом сэра Уолтера Хангерфорда из Фарли. Его семья владела обширными землями в Уилтшире и Корнуолле, но отец Томаса поддержал Ланкастерскую династию в войнах Алой и Белой розы. Поэтому и земли, и титул были конфискованы захватившим власть Эдуардом IV Йоркским (1461 год). Томас перешёл на сторону Йорков, получил прощение и часть родовых владений и даже был посвящён в рыцари в 1462 году. Его отца, попавшего в плен после битвы при Хексеме, казнили (1464 год). 
В 1468 году Хангерфорд примкнул к заговору графа Уорика, решившего перейти на сторону Ланкастеров. Не позже 11 ноября он был арестован вместе с Генри Куртене. 12 января 1469 года в Солсбери оба предстали перед судом пэров. Шестнадцать присяжных признали их виновными в покушении на убийство короля и приговорили к смертной казни через повешение, потрошение и четвертование. Приговор был приведён в исполнение 17 января.
Томас Хангерфорд был женат на Анне Перси, дочери Генри Перси, 2-го графа Нотумберленда, и Элеоноры Невилл. В этом браке родился только один ребёнок — дочь Мария, ставшая 4-й баронессой Хангерфорд и женой Уильяма Гастингса.
Анна Перси выходила замуж ещё дважды — за сэра Лоуренса Рейнсфорда и сэра Томаса Вогана. Первого мужа она пережила на 53 года.